# 박웅선
박웅선(1967년 6월 13일 ~ )은 대한민국의 성우 겸 배우이다. 2001년 EBS에 입사했으며, 현재는 EBS 19기이다. 교육방송 성우극회 소속이다. 물론 스님 전문 배우이다. 그 전에는 당시 나이 19세로 1986년에 배우로 입사했다.

## 주요 출연작품

### 애니메이션
- 모여라 딩동댕(EBS) 수퍼파이터
- 갓슈벨 (챔프)
- 그리스 로마 신화 전설의 수호자들 (EBS)
- 극상학생회 (챔프)
- 네모네모 스펀지송 (EBS) - 경찰
- 데스노트 (챔프) - 료타
- 또롱이는 멋져! (EBS) - 웨이터
- 라스트 엑자일 (애니박스)
- 리틀 피플 (EBS) - 잭
- 마이너리그 (EBS) - 스티브 멍고
- 밀리는 놀라워 (EBS) - 우체부
- 밀림의 왕자 레오 (카툰네트워크) - 해리
- 별난 가족 힐 (EBS) - 조 / 잭
- 별난 깜찍 수호천사 (EBS)
- 사막의 해적 캡틴 쿠파 (재능TV) - 베어
- 세계명작동화 (EBS) - '아나스타샤'편 / '포카혼타스'편 / '노아의 방주'편 / '수링의 전설'편 / '엄지공주'편 / '걸리버 여행기'편 / '왕자와 거지'편 / '타잔'편
- 스타게이트 (EBS)
- 올란도 영웅전 (EBS)
- 워터십 다운의 토끼들 (EBS) - 에프라파 경비1 / 멍멍 / 앵무1 / 히코리 / 거북 / 까치1
- 유령성의 오싹오싹 이야기 (EBS) - 경찰
- 유쾌한 곰돌이 패딩턴 (EBS) - 기자
- 요절복통 탈리스의 모험 (EBS) - 검보
- 은발의 아기토 (애니박스) - 나베
- 집없는 곰 텐저린 (애니박스) - 뻐꾸기
- 카페타 (카툰네트워크) - 박 코치
- 코끼리왕 바바 (EBS)
- 택틱스 (애니맥스) - 촌장
- 피치피치핏치 퓨어 (챔프) - 테리
- GR 자이언트로보 (애니박스)

### 영화
- 레지던트 이블 2 (SBS) - 아이잭스 (이아인 글렌)
- 리틀 니키 (SBS) - 존 (조나단 로런)
- 마지막 보이스카웃 (SBS) - 카폐 DJ(에디 그리핀) / 제이크(듀크 발렌티)
- 쇼타임 (SBS) - 흑인(모스 데프)
- 우주전쟁 (SBS) - 빈센트(릭 곤살레스)
- 테이킹 라이브즈 (SBS) - 모텔 주인(알렉스 솔)
- 칠 팩터 (SBS) - 루이스(토미 스멜처)
- 리플레이스먼트 (SBS)
- 링 (SBS)
- 트윈 이펙트 (SBS)
- 페이첵 (SBS)

### 드라마
- 2012년 KBS2 《세상 어디에도 없는 착한남자》 - 야바위놀이 하는 남자 역
- 2014년 SBS 《피노키오》 - 가방을 절도한 남자 역

### 외화
- 네버엔딩 스토리 (EBS) - 밥 스미스

### 게임
- 블레이드 앤 소울 - 노역중, 골각기, 안낙인
- 월드 오브 워크래프트